# Titulaire du tsar
Le Grand Livre d'État ou Racine des Souverains russes (en russe : Большая государева книга или Корень российских государей / Bol'šaja gosudareva kniga ili Koren' rossijskix gosudarej), aussi appelé le Titulaire du tsar (en russe : Царский титулярник / Carskij tituljarnik) est un ouvrage commandé en 1672 par Alexis Mikhaïlovitch au prikaze des ambassadeurs.